# 川村拓央
川村 拓央（かわむら たくお、1975年7月4日 - ）は、日本の男性声優。埼玉県飯能市出身。ベルプロダクション所属。旧芸名：かわむら 拓央。

## 来歴
TBSラジオの『コサキンDEワァオ!』他、コサキンシリーズのリスナーであり、声優になるきっかけとなったのも、この番組の『意味ねぇ曲当てクイズ』コーナーに出演してロバの鳴き声と電話の着信音の物真似を演じて優勝し、小堺一機、関根勤の二人にその声を褒められたことだったという。この番組にはネタ投稿もしたことがあり、『コサキン用語辞典 アハァ〜ンとスナッキーと悶え』（興陽館書店）の113ページ、『コサキン新語辞典　ポヨヨ〜ン』（同社）56ページなどに彼のネタが載っている。
また、2009年2月22日にも同じくTBSラジオの『爆笑問題の日曜サンデー』にリスナー参加企画で出演をし、その際には突然振られたモノマネのリクエストにも即興で応えていた。現在でも、『小島慶子 キラ☆キラ』にメール投稿していることが本人のブログにて書かれており、また星野源のオールナイトニッポン（こちらはラジオネームを使用しており、本人であることは隠している）でも時おりメールが読まれることから、今もラジオのヘビーリスナーのようである。
2013年8月、14年間所属していたぷろだくしょんバオバブを退社。同年9月からベルプロダクションに所属。

## 人物
アニメ、映画、ゲームなどの吹き替えで活躍している。
趣味は散歩、動物観察、猫写真、テレビゲーム、ラジオ、格闘技観戦、読書、ドライブ。特技はモノマネ、似顔絵描き、タップダンス。資格は普通自動車免許、英検3級、「文化・教養」専門士。

## 出演
太字はメインキャラクター。

### テレビアニメ
2000年
- サクラ大戦TV
- ワイルドアームズ トワイライトヴェノム（司会者）

2001年
- グラップラー刃牙（北沢 他）
- ココロ図書館（謎の紳士）
- 最遊記シリーズ（2001年 - 2004年、看守、兵士、妖怪） - 3シリーズ
- 旋風の用心棒（チンピラ）
- 地球防衛家族（オペレーター）
- ちっちゃな雪使いシュガー（近所の男）
- ヒカルの碁（足立俊輝、夏目 他）

2002年
- 朝霧の巫女（蒼鬼）
- G-onらいだーす（男B）
- 東京アンダーグラウンド（管制官）
- Weiß kreuz Glühen
- ふぉうちゅんドッグす（2002年 - 2003年、ノッペ、キッチン、おとしより）
- フルメタル・パニック!（部下）
- 炎の蜃気楼（亡霊）
- まほろまてぃっく〜もっと美しいもの〜（幹部D）
- 陸上防衛隊まおちゃん（警備隊員）

2003年
- L/R -Licensed by Royal-（キース）
- おねがい☆ツインズ（ゴン太）
- 君が望む永遠（コーチ）
- THE ビッグオー second season（市民）
- ソニックX（じっちゃんA）
- 超ロボット生命体トランスフォーマー マイクロン伝説（カメラマン）
- NARUTO -ナルト-（シグレ）
- 鋼の錬金術師（受験者）
- 魔探偵ロキRAGNAROK（強盗）
- 無限戦記ポトリス（トルーパーC）

2004年
- サムライチャンプルー（侍、店員）
- 蒼穹のファフナー Dead Aggressor（スタッフ）
- 花右京メイド隊 La Verite（シンシアのパパ）

2005年
- GIRLSブラボー second season（老人客A）
- D.C.S.S. 〜ダ・カーポ セカンドシーズン〜（高野）

2006年
- いぬかみっ!（男性客、店長）
- 機神咆吼デモンベイン（ストーン）
- はぴねす!（高溝八輔、パエリア）
- ひぐらしのなく頃に（2006年 - 2007年、熊谷勝也、番犬隊員） - 2シリーズ

2007年
- アイドルマスター XENOGLOSSIA（記者）
- 古代王者 恐竜キング Dキッズ・アドベンチャー（助監督）
- ロミオ×ジュリエット（衛兵）
- ロビーとケロビー（本田ツヅロウ）

2008年
- シゴフミ（葛西家の父）
- 忍たま乱太郎（2008年 - 2024年、射場亨、山本陣内〈4代目〉、彗鬼〈3代目〉 他）
- 名探偵コナン（2008年 - 2020年、伊丹靖家、澤田刑事、大城努、田端敦司、富田智 他）

2009年
- Phantom 〜Requiem for the Phantom〜（舎弟）
- ルパン三世VS名探偵コナン（SP）

2010年
- 咎狗の血（グエン）

2011年
- NARUTO -ナルト- 疾風伝（岩次）
- Fate/Zero（アサシン）

2012年
- クレヨンしんちゃん（2012年 - 2017年、宅配員、警官B、芸人）

2014年
- 失われた未来を求めて（柔道部部長、麗堂光）

2020年
- ひぐらしのなく頃に業（2020年 - 2021年、熊谷勝也） - 2シリーズ

### 劇場アニメ
- シックス・エンジェルズ（2002年、囚人A）
- クレヨンしんちゃん ちょー嵐を呼ぶ 金矛の勇者（2008年、アルマ・ジロー）
- 名探偵コナン 11人目のストライカー（2012年、警備員）
- 劇場版 忍たま乱太郎 ドクタケ忍者隊最強の軍師（2024年、山本陣内）

### OVA
- 怪童丸（2001年）
- 夏色の砂時計（2004年、瀬能政吉）

### ゲーム
1996年
- ドラゴンフォース（ゴンゴス）

2002年
- キャッスルヴァニア 白夜の協奏曲（マクシーム・キシン、死神、ドラキュラ伯爵）
- どこまでも青く…（堀田武人）
- 夏色の砂時計（瀬能政吉）

2003年
- ぷよぷよフィーバー（タルタル、ほほうどり）

2004年
- 機神咆吼デモンベイン（ストーン）
- THE 推理〜そして誰もいなくなった〜（ピラニア仮面）

2005年
- ぷよぷよフィーバー2（タルタル、ほほうどり）

2006年
- 宇宙刑事魂（沢村大/宇宙刑事シャイダー）
- 機神飛翔デモンベイン（ストーン、ウォーラン・ライス）
- THE どこでも推理〜IT探偵：全68の事件簿〜（ピッチャー）
- 絶体絶命都市2 -凍てついた記憶たち-（現場監督）
- パチプロ風雲録5 〜青春編〜（長谷部義明）
- マブラヴ（石沢主将）
- マブラヴ オルタネイティヴ（門兵1）

2007年
- CRYSIS（ラジオ）
- ゴッド・オブ・ウォーII 終焉への序曲（神官1）
- パチプロ風雲録6 〜情熱編〜（三浦圭介）
- ひぐらしのなく頃に祭（熊谷勝也）
- Routes PE、Routes PORTABLE（悪七兵衛景清）

2008年
- インフィニットループ 古城が見せた夢（ルケス）
- 咎狗の血 True Blood（グエン）
- ひぐらしのなく頃に絆（熊谷勝也）

2009年
- アンティフォナの聖歌姫 〜天使の楽譜 Op.A〜（テオルボ）
- 魔界戦記ディスガイア2 PORTABLE（世界のグロサワ）

2010年
- 戦国BASARA3（尼子晴久）
- ぱすてるチャイムContinue（セントジョン・キャメロン）
- Fallout: New Vegas（バルプス・インカルタ）

2011年
- 第2次スーパーロボット大戦Z 破界篇

2013年
- 神様と運命革命のパラドクス（京極サタナディア）
- Z/X 絶界の聖戦（クイン・フォーサイス）
- マブラヴ オルタネイティヴ トータル・イクリプス（エイラート艦長）

2015年
- ひぐらしのなく頃に粋（熊谷勝也）
- ぷよぷよ!!クエスト（2015年 - 2018年、タルタル、ほほうどり、エミリオン）

2022年
- 刀剣乱舞無双（織田信忠）

2023年
- Fate/Samurai Remnant（西洋人 青年 熱血）

### ドラマCD
- ヴァイスクロイツ Dramatic Image Album III SCHWARZ I（テレビの声〈男〉、警官）
  - ヴァイスクロイツ Wish A Dream collection II A four-leaf clover（ジロ）
- Gift 〜ギフト〜（天海春彦）
- だまされても好きな人（松田一也）
- ひぐらしのなく頃に（熊谷勝也）
- 勇星戦隊☆ジンレンジャー（クロウ・ショハン）[19]（コミックマーケット84とメロンブックスにて販売）

- 機神咆吼デモンベイン ミニドラマCD volume.2（2004年、ストーン）

### 吹き替え

#### 映画
- アイアン・カウボーイズ ミーツ・ゴーストライダー（シーカー）
- アドベンチャーランドへようこそ
- あなたのために
- アメリ
- es（囚人番号69 / ジョー〈ヴォータン・ヴィルケ・メーリング〉）※ソフト版
- 陰謀の報酬
- インティマシー/親密
- ガーディアン 陰・獣・教・室 （警視役〈マイク・ギャグリオ〉）
- ガーデン
- 怪獣大決戦ヤンガリー
- 彼女を見ればわかること（ジェイ〈ノア・フレイス〉）
- キャスパー ※DVD・BD版
- コン・エクスプレス
- サイン ※ソフト版
- サタデー・ナイト・フィーバー（ジョーイ〈ジョセフ・カリ〉）※ソフト版
- 地獄の黙示録（ジョニー）※ポニーキャニオン特別完全版
- ジョーズ（キャシディ〈ジョナサン・フィレイ〉）※テレビ東京版
- スズメバチ
- ストーリーテリング（トビー）
- セシル・B/ザ・シネマ・ウォーズ
- ターミナル（ウェイリン）※ソフト版
- 第9地区（フンディスワ）
- 小さな目撃者（ビリー・ボーイ・マンソン〈マイケル・A・グールジャン〉）
- デイズ・オブ・グローリー（サイード〈ジャメル・ドゥブーズ〉）
- デッドロックII（クロット〈イーライ・ダンカー〉）
- トーマス・クラウン・アフェアー ※フジテレビ版
- 28日後...（ジョーンズ二等兵〈レオ・ビル〉）
- ネバー・セイ・ダイ
- ハードキャッシュ（エディ）
- ハイテクサンタがやってきた
- バティニョールおじさん
- パパってなに?
- 陽だまりのグラウンド
- ビヨンド・ザ・リミット（ポール・パトゥーチ〈ジョー・クック〉）
- ブラックホーク・ダウン（ブラックバーン〈オーランド・ブルーム〉）※ソフト版
- マシュマロエステ（ライアン・ルーサー〈ビリー・シャペル〉）
- モンキーキング 西遊記
- YAMAKASI（エース）
- リトル・ダンサー（25歳のビリー〈アダム・クーパー〉）※DVD版
- レスラー（ニック、リングアナ）

#### ドラマ
- OZ/オズ（スプリーム・アラー）
- ザ・パシフィック（カルロ・バジロン）
- パワーレンジャー・イン・スペース（コーラライザー、リーズリザード）
- パワーレンジャー・ロスト・ギャラクシー（ミュータントラム）

#### テレビ番組
- ナショナルジオグラフィック 戦闘武器の歴史（ナレーション、メインホスト）

#### アニメ
- ガジェット警部 最後の事件
- ポパイ（ブルート）※DRS版
- びっくりマジック・ファミリー（カエル王子 他）

### ラジオドラマ
- VOMIC
  - お嬢様はお嫁様。（永遠子の父様〈極楽院ノブ夫〉）
  - ヘンテコ忍者 いもがくれチンゲンサイ様（イガグリの里の忍者）

### ナレーション
- FC東京 テレビ番組
- グランド・セフト・オートV CM
- ナショナルジオグラフィック 戦闘武器の歴史
- 小学館「小学一年生」付録DVD

### シリーズ一覧
1. ↑  『幻想魔伝 最遊記』（2000年）、『最遊記RELOAD』（2003年）、『最遊記RELOAD GUNLOCK』（2004年）
2. ↑  第1期（2006年）、第2期『解』（2007年）
3. ↑  『業』（2020年 - 2021年）、続編『卒』（2021年）